# Matthew Richards
Matthew Richards (Worcester, 17 de dezembro de 2002) é um nadador britânico.

## Carreira
Competiu nos Jogos Olímpicos de Verão de 2020 e garantiu uma medalha de ouro para o país na modalidade de revezamento 4x200 m livre masculino.
Em 25 de julho de 2023, conquistou o título dos duzentos metros livre no Campeonato Mundial de Esportes Aquáticos em Fukuoka.